# Самардзис, Георгиос
Георгиос Самардзис (греч. Γεώργιος Σαμαρτζής (8 февраля 1868, Кеоркира — 19 марта 1925, Афины) — греческий художник и музыкант конца XIX — начала XX веков.

## Биография
Георгиос Самарздис родился на острове Керкира в 1868 году, другим данным в 1869 году. Является внуком историка Панайтиса Самарздиса. Первые уроки живописи получил в возрасте 13 лет у Викентия Бокацямбиса, Ангела Яллинаса и Харлампия Пахиса. В 1888 году, получив стипендию фонда Петридиса, отправился на учёбу в Академию изящных искусств Неаполя, где учился у преподавателей Доменико Морелли и Винченцо Маринелли. Окончил учёбу, получив почётную серебряную медаль.
В тематике художника, его больше всего выражает портрет. "Блестящим портретистом именует его А.Иоанну, «выдающимся портретистом» С. Лидакис, в то время как Ф. Йофилис упоминает его и как иконописца (греч. αγιογράφο), рядом с именами Литраса, Пелекасиса и Лембесиса. Его работами сегодня располагает Национальная художественная галерея, его работы также находятся в Афинском университете, в Морском клубе, в отдельном зале его имени Муниципальной галереи Керкиры, в Картинной галерее Керкиры а также во многих храмах острова. Из его картин наибольшую известность получили: «Процессия иконы Святого Спиридона», «Тайная вечерня», «Настройщик», «Ночь в Спианаде», «Вознесение», «Материнство», «Купальщицы», портреты его дочери «Ирис», Г. Теотокиса, генерала Richar, а также его жены и его «Автопортрет».
Самардзис преподавал и был директором Художественной школы Керкиры. Одновременно он был известен и как музыкант и поэт. Его композиции по сегодняшний день исполняет «Филармонический оркестр Керкиры». Музыку к его стихам писали Кесарис, Иосиф, Анастасиос Ромботис и Спирос Дукакис. Имя Георгиса Самардзиса носит улица города Керкира.